# Crumuscus vitalis
Crumuscus es un género monotípico de musgos perteneciente a la familia Archidiaceae. Su única especie: Crumuscus vitalis, es originaria de Brasil.

## Taxonomía
Crumuscus vitalis fue descrita por W.R.Buck & Snider y publicado en Contributions from the University of Michigan Herbarium 18: 39. f. 1–10. 1992.